# Zenon Kulesza
Zenon Zygmunt Kulesza (ur. 23 kwietnia 1922 w Łaganowie, zm. 12 października 2020) – polski rolnik i działacz socjalistyczny, poseł na Sejm PRL VI kadencji.

## Życiorys
Syn Antoniego i Barbary. Uzyskał wykształcenie podstawowe. Podczas II wojny światowej walczył Batalionach Chłopskich. W 1945 przystąpił do Polskiej Partii Socjalistycznej, a w 1948 wraz z nią do Polskiej Zjednoczonej Partii Robotniczej. Pełnił funkcję przewodniczącego prezydium GRN w Wierzbnie, był także członkiem Wojewódzkiej Rady Narodowej w Krakowie. W 1972 uzyskał mandat posła na Sejm PRL w okręgu Kraków. Zasiadał w Komisji Rolnictwa i Przemysłu Spożywczego. W latach 70. pracował także we własnym gospodarstwie rolnym w Łaganowie. Zasiadał w egzekutywie Komitetu Powiatowego PZPR oraz od listopada 1975 do grudnia 1979 i Komitetu Krakowskiego partii. W 1983 był członkiem Krakowskiej Komisji Kontroli Partyjnej.

## Odznaczenia
- Srebrny Krzyż Zasługi
- Złota Odznaka „Za Zasługi dla Ziemi Krakowskiej”